# La Jonchère-Saint-Maurice
 (septembre 2009).
Si vous disposez d'ouvrages ou d'articles de référence ou si vous connaissez des sites web de qualité traitant du thème abordé ici, merci de compléter l'article en donnant les références utiles à sa vérifiabilité et en les liant à la section « Notes et références ».
Pour les articles homonymes, voir Jonchère (homonymie).
La Jonchère-Saint-Maurice (La Junchéra en occitan) est une commune française située dans le département de la Haute-Vienne, en région Nouvelle-Aquitaine.
Ses habitants sont appelés les Jonchérois.

## Géographie

### Localisation
La commune se situe entre Laurière et Ambazac, dans les monts d'Ambazac, au pied du signal de Sauvagnac.
La commune de La Jonchère-Saint-Maurice a une superficie de 15,59 km2. La plus grande ville la plus proche est Limoges, située à 34 km au sud-ouest.

### Communes limitrophes

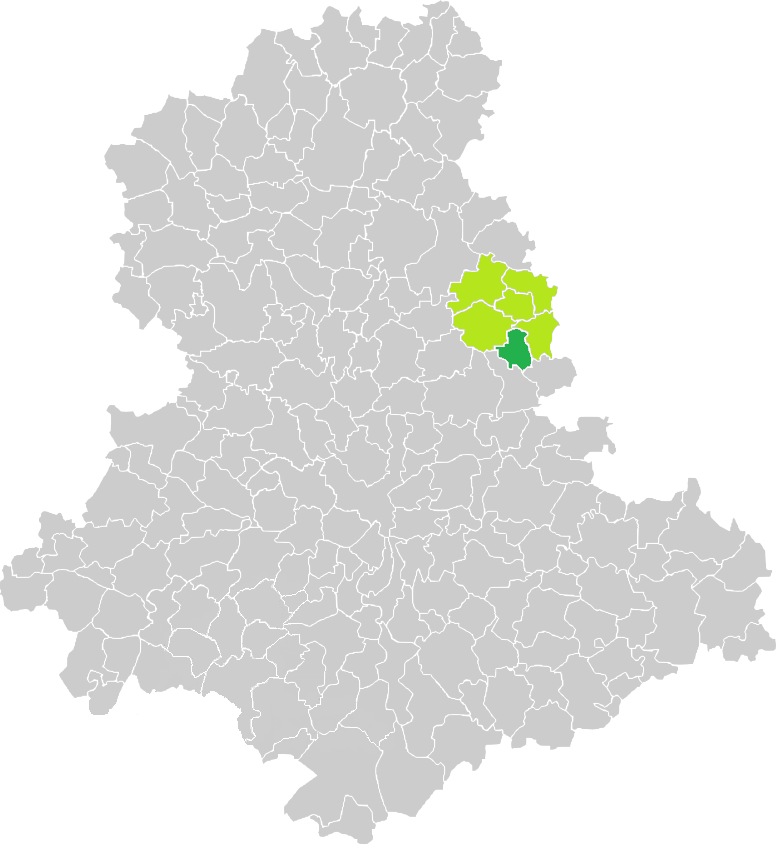
Situation de la commune de La Jonchère-Saint-Maurice en Haute-Vienne.

| Saint-Léger-la-Montagne |                           | Jabreilles-les-Bordes |
|                         | La Jonchère-Saint-Maurice |                       |
|                         | Saint-Laurent-les-Églises | Les Billanges         |

## Urbanisme

### Typologie
Au 1er janvier 2024, La Jonchère-Saint-Maurice est catégorisée commune rurale à habitat dispersé, selon la nouvelle grille communale de densité à sept niveaux définie par l'Insee en 2022.
Elle est située hors unité urbaine. Par ailleurs la commune fait partie de l'aire d'attraction de Limoges, dont elle est une commune de la couronne,. Cette aire, qui regroupe 127 communes, est catégorisée dans les aires de 200 000 à moins de 700 000 habitants,.

### Occupation des sols
L'occupation des sols de la commune, telle qu'elle ressort de la base de données européenne d’occupation biophysique des sols Corine Land Cover (CLC), est marquée par l'importance des territoires agricoles (51,7 % en 2018), une proportion sensiblement équivalente à celle de 1990 (51,1 %). La répartition détaillée en 2018 est la suivante : 
forêts (41,3 %), zones agricoles hétérogènes (30,9 %), prairies (20,8 %), milieux à végétation arbustive et/ou herbacée (4,2 %), zones urbanisées (2,7 %). L'évolution de l’occupation des sols de la commune et de ses infrastructures peut être observée sur les différentes représentations cartographiques du territoire : la carte de Cassini (XVIIIe siècle), la carte d'état-major (1820-1866) et les cartes ou photos aériennes de l'IGN pour la période actuelle (1950 à aujourd'hui).

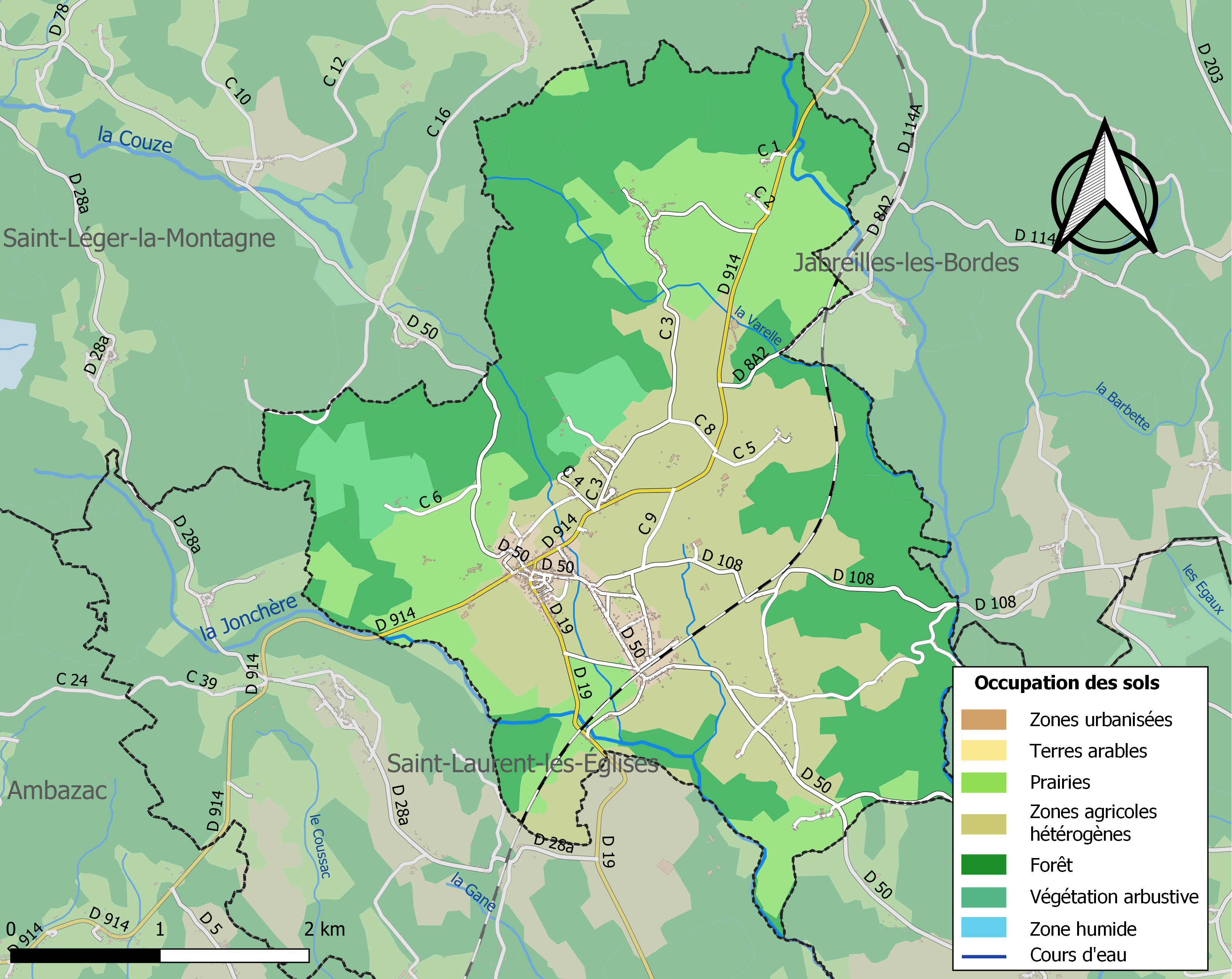
Carte des infrastructures et de l'occupation des sols de la commune en 2018 (CLC).

### Risques majeurs
Le territoire de la commune de La Jonchère-Saint-Maurice est vulnérable à différents aléas naturels : météorologiques (tempête, orage, neige, grand froid, canicule ou sécheresse) et séisme (sismicité faible). Il est également exposé à un risque particulier : le risque de radon. Un site publié par le BRGM permet d'évaluer simplement et rapidement les risques d'un bien localisé soit par son adresse soit par le numéro de sa parcelle.

#### Risques naturels

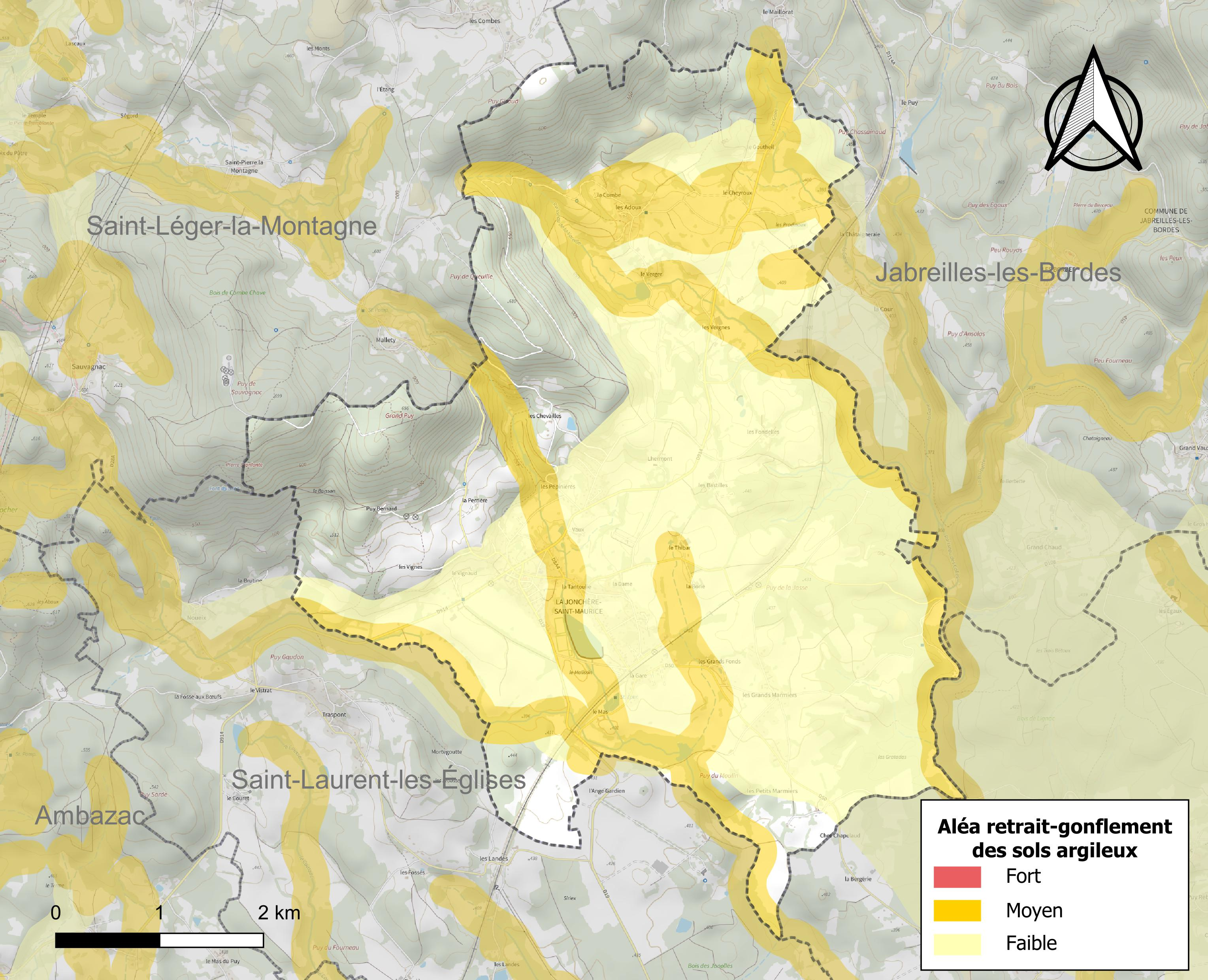
Carte des zones d'aléa retrait-gonflement des sols argileux de La Jonchère-Saint-Maurice.

Le retrait-gonflement des sols argileux est susceptible d'engendrer des dommages importants aux bâtiments en cas d’alternance de périodes de sécheresse et de pluie. 25,7 % de la superficie communale est en aléa moyen ou fort (27 % au niveau départemental et 48,5 % au niveau national métropolitain). Depuis le 1er octobre 2020, en application de la loi ÉLAN, différentes contraintes s'imposent aux vendeurs, maîtres d'ouvrages ou constructeurs de biens situés dans une zone classée en aléa moyen ou fort,.
La commune a été reconnue en état de catastrophe naturelle au titre des dommages causés par les inondations et coulées de boue survenues en 1982 et 1999 et par des mouvements de terrain en 1999.

#### Risque particulier
Dans plusieurs parties du territoire national, le radon, accumulé dans certains logements ou autres locaux, peut constituer une source significative d’exposition de la population aux rayonnements ionisants. Selon la classification de 2018, la commune de La Jonchère-Saint-Maurice est classée en zone 3, à savoir zone à potentiel radon significatif.

## Toponymie
La Jonchère depuis 1793, puis La Jonchère-Saint-Maurice depuis 1919.

## Histoire

### Le Collège
Le maître d’œuvre, et futur directeur de l’établissement, le « vénérable » curé Chassaing (curé à La Jonchère de 1828 à 1840) fait édifier le bâtiment et ses dépendances avec les pierres provenant de la partie ruinée et non reconstruite de l’église Saint-Maurice, alors décrite « comme une grange en désolation ».
Ce collège accueille en son sein des étudiants devenus célèbres et brille par la qualité de son enseignement et par la renommée de ses précepteurs, tel Léon de Jouvenel (philosophe, baron, député, président du conseil général de la Corrèze, maire de Varetz, opposant à Napoléon III).
De nos jours, l’ancien collège subsiste toujours, transformé en logements et commerces. De la grisaille de ses murs émerge encore une inscription latine qui témoigne de son passé : 
« has edocendae juventuti fecit aedes Chassaing rector Parochiae, anno domini Mdcccxxx »  «  Chassaing, curé de la Paroisse, a fait édifier ce bâtiment pour servir à l’éducation de la jeunesse, l’an du Seigneur 1830 ».
Denis Dussoubs en est un des plus célèbres élèves. Devenu avocat fort renommé, il meurt le 2 décembre 1851 d’une balle dans la tête sur les barricades parisiennes, lors du coup d’État de Louis Napoléon Bonaparte. Limoges ne l’oublie pas, puisqu’en 1892, une place, avec en son centre la statue en bronze du rhéteur, porte son nom. En 1942-1943, la statue est déboulonnée et fondue pour l’armement nazi.
La Jonchère oublie, ou plutôt veut oublier son collège : les cléricaux, à cause du scandale à l’origine de sa déchéance, et les anticléricaux, parce qu’ils servent à l’enseignement religieux ou supposé tel… En 1854, à côté du cimetière des Anglais, une école libre, tenue par des religieuses, voit le jour et dispense un enseignement de la maternelle au certificat d’études puis, après 1963, jusqu’au cours moyen deuxième année ; elle ferme en 1995.

### Attentat du Capitole
Le 29 mars 1982, un attentat, revendiqué par Carlos, détruit le Capitole, un train assurant la liaison Paris - Toulouse, sur le territoire de la commune de la Jonchère, faisant cinq morts et vingt-deux blessés.

## Politique et administration
| Période                                  | Période  | Identité                 | Étiquette | Qualité |
| ---------------------------------------- | -------- | ------------------------ | --------- | ------- |
| Les données manquantes sont à compléter. |          |                          |           |         |
| 1795                                     | 1799     | Jacques RABY DESBATILLES |           |         |
| 1799                                     | 1816     | Léonard GERARDIN         |           |         |
| 1816                                     | 1823     | Joseph LEOBARDY          |           |         |
| mars 2014                                | En cours | Jean-Marie Horry         |           |         |

## Démographie
L'évolution du nombre d'habitants est connue à travers les recensements de la population effectués dans la commune depuis 1793. Pour les communes de moins de 10 000 habitants, une enquête de recensement portant sur toute la population est réalisée tous les cinq ans, les populations de référence des années intermédiaires étant quant à elles estimées par interpolation ou extrapolation. Pour la commune, le premier recensement exhaustif entrant dans le cadre du nouveau dispositif a été réalisé en 2006.

En 2022, la commune comptait 802 habitants, en évolution de −1,6 % par rapport à 2016 (Haute-Vienne : −0,68 %, France hors Mayotte : +2,11 %).
| 1793 | 1800 | 1806 | 1821 | 1831 | 1836 | 1841 | 1846 | 1851 |
| ---- | ---- | ---- | ---- | ---- | ---- | ---- | ---- | ---- |
| 467  | 446  | 459  | 493  | 662  | 558  | 550  | 646  | 698  |

| 1856 | 1861 | 1866 | 1872 | 1876  | 1881  | 1886  | 1891  | 1896  |
| ---- | ---- | ---- | ---- | ----- | ----- | ----- | ----- | ----- |
| 671  | 862  | 801  | 864  | 1 173 | 1 288 | 1 338 | 1 407 | 1 490 |

| 1901  | 1906  | 1911  | 1921  | 1926  | 1931  | 1936  | 1946  | 1954  |
| ----- | ----- | ----- | ----- | ----- | ----- | ----- | ----- | ----- |
| 1 376 | 1 343 | 1 364 | 1 195 | 1 200 | 1 210 | 1 148 | 1 169 | 1 043 |

| 1962  | 1968 | 1975 | 1982 | 1990 | 1999 | 2006 | 2011 | 2016 |
| ----- | ---- | ---- | ---- | ---- | ---- | ---- | ---- | ---- |
| 1 037 | 990  | 975  | 903  | 814  | 774  | 777  | 809  | 815  |

| 2021 | 2022 | - | - | - | - | - | - | - |
| ---- | ---- | - | - | - | - | - | - | - |
| 814  | 802  | - | - | - | - | - | - | - |

## Économie

### Exploitation du kaolin
Dès la mise en exploitation du kaolin de Saint-Yrieix[Lequel ?], en 1769, les recherches de gisement de kaolin s’étendent à tout le Limousin. Vers 1785, l’exploitation du premier gisement de kaolin, hors de la région de Saint-Yrieix, se trouve sur la commune de Bonnac-la-Côte, près du village de Maison-Rouge, vers l’ancien relais de poste. Elle s'arrête vers 1795, à cause de la piètre qualité du kaolin. Les recherches s’intensifient et, très vite, les grands gisements sont découverts, grâce, essentiellement, à François Alluaud qui découvre aussi urane, alluaudite, lépidolite, béryl, émeraude, etc.
À partir de 1812, l’exploitation du kaolin commence dans les monts d’Ambazac. Le minerai de kaolin doit subir toute une série de lavage pour un affinage optimum. Dans un premier temps, les « agriculteurs carriers » enlèvent la terre noire et l’arène granitique brune, ne laissant qu’un sol blanchâtre très inégal, ces terres sont chargées sur des tombereaux et déversées en terrasse, encore visible de nos jours. Pendant ce temps une autre équipe prépare le circuit d’affinage, qui est mis en service aussitôt l’extraction du kaolin débutée :
- un bassin central, où arrive un fort courant d’eau : soit naturellement, soit grâce à une pompe qui remonte l’eau (c’est là qu'est jeté le minerai de kaolin, pour être dilué) ;
- de ce bassin part un canal en forte pente, aux côtés maçonnés et au fond inégal (pour accentuer le brassage eau – kaolin) qui emmène le kaolin et l’eau vers les bassins d’affinage ;
- l’eau kaolinisée arrive sur une grille retenant les impuretés ; les impuretés sont le stérile qui est chargé sur des tombereaux pour être déversé sur les terrils en terrasse ;
- l’eau kaolinisée passe dans une série de trois bassins, assez profonds, où les impuretés, par gravitation, se déposent, l’eau arrivant et partant par le haut ;
- l'eau passe ensuite dans une série de trois bassins, peu profonds, aux entrées et sorties en chicane, où se déposent les ultimes particules d’impuretés et de mica ;
- l’eau kaolinisée arrive, enfin, dans le bassin de décantation (décantoir), où le kaolin va se déposer. Un système de vidange permet de baisser le niveau d’eau très lentement, en ouvrant des bouchons, sur une espèce de cheminée. Afin de ne pas interrompre l’affinage, il y a, en général, trois bassins de décantation : un premier en cours de remplissage, un second en cours de vidange et un troisième d’où des ouvriers enlèvent le kaolin, à l’aide d’une pelle à large rebord, et déposent ces blocs sur des claies de séchage, en châtaigniers, sous les hangars de séchage.

Au bout de quelques jours, les blocs de kaolin sont brisés en petits morceaux, mis dans des sacs et expédiés vers les moulins et manufactures à porcelaine.
L’exploitation du kaolin dure jusqu’en 1963, dans les monts d’Ambazac. Les plus grandes exploitations sont situées sur les communes de la Jonchère-Saint-Maurice (le Puy Bernard, le Buisson, les Vignes et le Cheyroux), Saint-Laurent-les-Églises (trois à Noueix), Saint-Léger-la-Montagne (Bois de Sansour, le Goulet, la Croix du Pâtre, Ségord, trois aux Combes, trois à Mallety)…
Tout un secteur connaît une activité intense, durant plus de 150 ans, grâce au kaolin.

## Culture locale et patrimoine

### Lieux et monuments

#### L’égliseSaint-Maurice
(septembre 2013).
Si vous disposez d'ouvrages ou d'articles de référence ou si vous connaissez des sites web de qualité traitant du thème abordé ici, merci de compléter l'article en donnant les références utiles à sa vérifiabilité et en les liant à la section « Notes et références ».
Édifiée, vraisemblablement, sur l’emplacement d’un temple ou d’une basilique gallo-romaine (ou dans les mêmes murs), à la fin du Ve siècle, par l’évêque Ruricius I, élu évêque d’Augustoritum (Limoges) vers 484, issu d’une famille patricienne de Junchéria (La Jonchère). Côté salle des fêtes, on peut apercevoir une base de mur d’un agencement différent, de type gallo-romain, mais seules des fouilles pourraient l’authentifier. Elle est détruite par les Goths et réédifiée par Roricius II (saint) élu vers 534 à Augustoritum.
L’étang et le moulin de Junchéria sont édifiés à la même époque, par Roricius II. À Jocondiac (Le Palais-sur-Vienne), il y avait un palais royal très convoité, le roi étant couronné en la cathédrale d’Augustoritum. Ce qui explique la fréquence des guerres, en cette période, dans la contrée.
Elle aurait été édifiée en même temps que Saint-Maurice de Brive-la-Gaillarde, de Limoges et de La Souterraine, après le passage d’errance de saint Martin de Tours, qui propage la dévotion rendue à saint Maurice.
Réédifiée au cours du IXe siècle, en bois essentiellement, elle est construite plus grande, et en pierres, durant le XIe siècle, vraisemblablement après un incendie, et toujours sur les mêmes assises. La Junchière (La Jonchère), depuis bientôt cinq siècles, est, en partie, propriété de l’évêché de la Cité Saint-Étienne (Limoges) et partie intégrante de la châtellenie épiscopale.
En 1158, l’évêque Gérald II du Cher, fondateur de l’hôpital Saint-Gérald de Limoges, lui prend, en rentes, un muid de seigle, fourrages et autres prébendes, pour doter son hôpital. L’église de La Jonchère et les domaines y affairant sont dîmés par l’évêché. Il semble, d’après des manuscrits du XIIe siècle, que Saint-Maurice de La Jonchère est la plus ancienne église d’importance après Saint-Martial de Limoges. À cette époque est construite une « maison des romeux » (pèlerins), aux Marmiers (disparue depuis)…
Le 30 mars 1214, Jean sans Terre, venant de La Souterraine et se rendant à Grandmont, fait halte sur le fief de l’évêque, Jean de Veyrac, à La Jonchère.
Le 1er juillet 1272, Philippe III, venant de Grandmont et se rendant à Bridiers, fait halte sur le fief de l’évêque, Aymeric de Serre de Malemort, à La Jonchère.
Le 23 avril 1305, le pape Clément V, venant de Bourges et se rendant à Bordeaux, via Grandmont, fait halte à La Jonchère, dans le fief de l’évêque Raynaud de La Porte.
Ruinée de nouveau, elle est reconstruite à la fin du XIIe siècle. D’après un descriptif de 1355, elle aurait eu trois nefs, un déambulatoire pour les pèlerins et vingt chapelles latérales. Les cryptes et salles souterraines devaient déjà exister auparavant et, l’actuel puits, côté sud, devait être dans une crypte, comme dans tous les sanctuaires romans de ce type. Les réductions de taille de l’édifice, en raison des ruines, font qu’il se retrouve en plein air et surélevé.
De cette reconstruction, il ne reste que l’actuel portail et quelques pans de murs avec des fenêtres étroites à plein cintre et les colonnes servant de support à l’actuelle voûte, alors que sous l’actuel toit, soit plus de trois mètres au-dessus de l’actuel, on peut voir le départ de l’antique voûte.
Au cours des XIIe et XIIIe siècles, les templiers ont de nombreuses possessions à La Jonchère, une commanderie à Paulhac (près de Fursac, des églises d’obédience templière à Saint-Jean de Lépinas (près de Saint-Léger-la-Montagne) et à Sauvagnac, une « grange dîmière » au Coudier d’Ambazac. Dans l’église et le cimetière, il se trouve de nombreuses tombes à la symbolique templière.
En 1370, Charles V et du Guesclin, venant combattre l’Anglais, font halte dans le fief de l’évêque, Jean de Cros de Calimafort, qu’ils rencontrent à La Jonchère.
Détruite par les Anglais en 1371, après la prise et le sac de Limoges (cité Saint-Étienne et Castrum Saint-Martial) par le Prince de Galles (dit le Prince Noir), pour se venger du changement d’alliance de l’évêque Jean de Cros, qui avait rallié le roi de France Charles V, alors qu’il était le parrain du fils du Prince Noir. Toutes les possessions de l’évêché sont détruites et pillées, ainsi que Razès, Compreignac, Saint-Sylvestre, l’abbaye de Grandmont, etc.
La tradition dit que la Jonchère soit détruite par le Prince Noir or, à la même époque, diverses bandes de Routiers (grandes compagnies mercenaires et autres étripeurs), venant essentiellement de Châlucet, mettent la région à feu et à sang, avec, à leur tête, Aimerigot Marchès et Arnot de Cervole (dit l’Archiprêtre). Ces bandes, sans solde lors des périodes de trêve, continuent à guerroyer et piller pour leur propre compte.
Elle est, une fois de plus, reconstruite sur les mêmes bases, mais réduite d'un tiers, avant la fin du XIVe siècle. Il parait plus certain que les murs latéraux, supposés du XIIe siècle, soient du XIVe siècle.
En l’an 1463, l'année des grandes neiges (qui perdure dans les mémoires pendant plusieurs siècles), un tabellion de Saint-Léonard note sur des manuscrits : « elles dépassaient la hauteur du toit des maisons, et c’était grande désolation que de voir, après le dégel, toutes ces toitures enfoncées, et tous ces pauvres gens morts à mettre en fosse »…
Alors qu’elle n’est pas affectée par le tremblement de terre du 3 mars 1215, celui du 1er mars 1489 l’endommage fortement, ainsi qu’un grand nombre d’autres édifices. « Et sonneront les cloches à pleines volées » cite un moine scripteur de Grandmont, sur un cartulaire.
Les voûtes et plafonds sont restaurés en 1686 par Jean de Lacombe, menuisier à Saint-Sylvestre.
Les toitures sont, quant à elles, refaites en 1730, grâce aux dons de l’abbé de Grandmont, François de la Guérinière, faits au curé Chavaignac.
Au cours des XVIe et XVIIe siècles, des intempéries d’une rare intensité (période glaciaire, longue période de réchauffement caniculaire suivi d’importantes dégradations pluvieuses), les fissures occasionnées par le tremblement de terre de 1489, le mauvais état des toitures refaites trop tardivement et le manque d’entretien entraînent sa ruine à la fin du XVIIIe siècle.
Elle est, alors, sérieusement réduite et n’a plus qu’une petite nef. À l’aube du XIXe siècle, elle a « l’aspect d’une grange en désolation au milieu de ruines », selon les termes d’un descriptif de l’époque.
Le 21 mars 1725, est bénite la grande cloche (parrain Bernard Raby, seigneur de Sirieix (Valmatte), et marraine, son épouse, Andrée Jupile), elle est fondue en 1723.
En 1763, les cloches des églises Sainte-Anne des Grands Marmiers et Saint-Blaise des Petits Marmiers, désaffectées et menaçant ruines, sont transférées, par l’abbé Rivière de Treymon, en l’église de La Jonchère.
En 1765, la grosse cloche fêlée est fondue avec les deux autres, provenant des églises des Marmiers. Elle pèse 485 livres.
La période révolutionnaire ne semble pas avoir été préjudiciable à l’église elle-même, il n’en est pas pareil pour ses prêtres qui sont persécutés, alors qu’un prêtre jureur à la Constitution civile du clergé semble avoir cristallisé bien des ressentiments.
Le presbytère est vendu, lui, comme bien national, au maire, monsieur Raby des Bastilles, petit-fils du sieur Raby qui voulut voler la fontaine du Queyroix pour l’emmener chez lui et qui fut empêché par les lavandières et l’intervention de monsieur de Valeize (notaire) et autres notables, en 1730. Ces mêmes lavandières, par dérision, la baptisent « fontaine Raby ». Il semble qu’il mène bien des exactions durant cette période troublée, par vengeance.
Au cours des siècles, il y a des confréries religieuses au sein de l’église Saint-Maurice : confréries du Saint Sacrement, de monseigneur de Saint Martial, de monsieur de Saint Roch et de monsieur de Saint Maurice. Une seule reste, après 1810, celle du Saint Sacrement.
Des ruines de l’ancien sanctuaire, l’abbé Léonard Chassaing, en 1830, y fait puiser les pierres nécessaires à l’édification du Collège de La Jonchère. Au vu de sa taille, on peut aisément imaginer celle de l’ancienne église, d’autant plus que bon nombre de particuliers viennent, aussi, y puiser des matériaux pour leurs propres besoins.
C’est ce même abbé Chassaing qui fait supprimer le culte rendu aux sources et à leur saint patron.
Le 9 février 1851, le conseil municipal de La Jonchère et son maire, Jules Raby Lamazière, poussés par les habitants de la commune, décident de refondre la cloche qui était fêlée (fondue en 1723), de la financer, à hauteur de 530 francs or, et de lui rajouter 50 kg de bronze pour la porter ainsi à 300 kg, afin que le son soit plus puissant et puisse être entendu des hameaux les plus éloignés. Le fondeur est monsieur Causard, de Limoges. On lit, sur cette cloche, : « +afferte domino gloriam. ps18+ j’ai été bénite par M. Pierre Goumy, curé de La Jonchère + étant maire M. Jules Raby Lamazière, a été parrain……et marraine…….mon nom est Marie --- 1851 – Causard ». L’autre cloche  est celle mise en place en 1765.
En 1884, François Gouteyrat, prêtre à La Jonchère, voit s’édifier l’actuel presbytère, sur l’emplacement du chœur de l’ancienne église. Des salles souterraines sont mises au jour, lors des travaux de terrassement, ainsi que la découverte de nombreux squelettes mis en terre dans le cimetière et autres objets, parmi lesquels un pot de grès rempli de pièces de monnaie en or et argent, à l’effigie de Charles VII. Les salles sont comblées ou murées, mais d’autres sont encore à découvrir.
L’église Saint-Maurice actuelle est reconstruite en 1894, y incluant les restes de son tumultueux passé, grâce aux dons des paroissiens, de la municipalité d’alors et, surtout, grâce aux dons des familles Mignon et Demonts de Walmath. Ces familles, de riches industriels métallurgistes, font édifier la maison dite « du Queyroix », qui sert de « maison d’œuvres », pour les jeunes filles du pays, où sont enseignées la cuisine, la  puériculture, l’hygiène, la couture, la broderie, la dentelle, etc.
Cette maison sert d’hôpital, lors de la Première Guerre mondiale. Plus de 2 500 journées d’hospitalisation y sont prodiguées, aux seuls frais des familles Demonts et Mignon. Elle sert de dispensaire, pour les défavorisés des environs, et de patronage, pour les jeunes. Cette famille offre divers éléments et objets de culte qui sont placés dans l’église réédifiée. Dans l’ancien cimetière, on peut voir, dans une enclave close avec des grilles et entrée privée directement de la rue de la Promenade, le tombeau pharaonique de ces familles.
La réfection de l’église est conduite par monsieur Vergez, architecte à Limoges ; l’entreprise de maçonnerie est celle de monsieur Volondat, de La Jonchère, et l’artisan tailleur de pierres est monsieur Legalland, des Petits Marmiers. Un obélisque est érigé sur sa tombe[Qui ?], affirmant ainsi son appartenance à une obédience franc-maçonne, et, sur l’arrière, une étrange et déconcertante croix glyphée en divers éléments y est gravée. De cette époque datent le clocher et la partie supérieure du portail, les deux chapelles latérales et les sacristies, le chœur et les voûtes, et bien des éléments pour l’arasement des murs sous la charpente, etc. L’horloge est mise en place à ce moment ; malgré de nombreuses réparations, son mécanisme est changé en 1998, et l’ancien est toujours en place dans le clocher. L’ancien dallage et les pierres tombales sont enlevés lors des travaux de reconstruction, les ossements enfouis de nouveau dans le cimetière et un bien triste béton le remplace.
Quelques pierres tombales servent pour faire le parvis où se trouvent diverses dalles avec croix de Saint Maurice, une avec croix potencée et une trop érodée pour être reconnue ; toutes sont de grand pèlerinage.
Le célèbre maître verrier François Chigot y réalise plusieurs vitraux, dont le saint Maurice, sur le portail d’entrée.
La messe de consécration de l’église est conduite par l’évêque, monseigneur Firmin Léon Joseph Renouard, et l’abbé de La Jonchère, François Gouteyrat, en 1894.
En 1919, afin d’éviter des confusions aux services des Postes, télégraphes et téléphones d’alors avec d’autres localités homonymes, le conseil municipal ajoute le nom du saint patron de l’église, délibération approuvée par décret ministériel, cette même année, et la commune devient ainsi la Jonchère-Saint-Maurice.
Au cours du XXe siècle, aucun travail d’entretien n'est effectué, si ce n’est dans l’urgence, au début des années 1990 : les toitures et la voûte.
Depuis bien des années, elle s’est fortement dégradée, autant à cause du manque de vigilance à son encontre, qu’à cause des vibrations des engins travaillant à sa base, qu’au passage des véhicules et aussi à la mauvaise qualité des mortiers utilisés lors de sa construction, pourtant fort prisés des volatiles creusant les murs, dégradant les toitures et la souillant de leurs déjections, favorisant ainsi le lent travail de sape des intempéries.
Il faut plusieurs chutes d’ardoises, et surtout celles des pierres de la façade du clocher, pour, qu’enfin, il soit décidé de la rénover. Ce qui est fait, de 2001 à 2003, avec le charpentier couvreur, monsieur Lafarge, et l’entreprise de maçonnerie de Monsieur Blanchon, spécialisé dans la restauration de ce type de bâtiment ; et, de nouveau, compagnons maçons et tailleurs de pierres s’affairent à la rendre plus belle.
En 2004, le clocher, la façade ouest et les toitures sont réhabilitées ; l’accès au clocher, ses planchers et portes, ainsi que la croix sur le reposoir, près du parvis sont neufs. Un éclairage la met en valeur dès la nuit venue.
À l’intérieur, sont inscrits à l’inventaire des Monuments Historiques, depuis :
- 1965, une statue en bois peint, du XVIIe siècle, représentant saint Jean l’Évangéliste, bras droit levé et, à ses pieds, un agneau ;
- 1974, une croix d’autel fleurdelisée, en cuivre, de 1768 ;
- 1976, une croix d’autel en cuivre, du XVIIIe siècle, ayant, à sa base, une tête de mort et deux tibias croisés (rosicrucien ou maçon ?), et deux toiles du XVIIe siècle, représentant, l’une, saint Jean l’Évangéliste, et, l’autre, saint Mathieu l’Évangéliste. Les deux sont restaurées en 1980.

Près de l’entrée de l’ancien presbytère (actuelle maison des associations), à droite, posée sur deux fûts de colonne, se trouve une pierre d’autel ; d’après l’abbé Lecler, ce serait la pierre d’autel du premier sanctuaire dédié à saint Maurice.

#### Arborétum de La Jonchère

##### Situation
D’une superficie de 6,61 ha à l’origine, il est situé sur le versant sud des monts d'Ambazac (701 m) à une altitude moyenne de 425 m, le vallon est orienté nord-sud  avec une ouverture sud-est.

##### Nature du sol
Tourbeux dans le talweg et arène granitique issue de la décomposition de la roche mère (leucogranite alcalin à quartz globuleux, à biotite et muscovite); sur les versants; avec des blocs erratiques par endroits. Le pH est acide et varie de 4 à 5.

##### Hydrogéologie
L’Arboretum est traversé, dans le sens nord-sud, par un ruisseau provenant de Mallety (commune de Saint-Léger-la-Montagne) et alimentant un étang au tiers sud. Des sources sourdent côté ouest et coulent dans un réseau de fossés d’assainissement. Le thalweg est plutôt marécageux, il s’y trouve une petite tourbière.

### Climat
Pour des articles plus généraux, voir Climat de la Nouvelle-Aquitaine et Climat de la Haute-Vienne.
Historiquement, la commune est dans une zone de transition entre le climat océanique limousin et le climat montagnard.  
En 2020, Météo-France publie une typologie des climats de la France métropolitaine dans laquelle la commune est dans une zone de transition entre le climat océanique altéré et le climat de montagne et est dans la région climatique  Ouest et nord-ouest du Massif Central, caractérisée par une pluviométrie annuelle de 900 à 1 500 mm, maximale en automne et en hiver.
Pour la période 1971-2000, la température annuelle moyenne est de 10,8 °C, avec une amplitude thermique annuelle de 14,7 °C. Le cumul annuel moyen de précipitations est de 1 099 mm, avec 13,9 jours de précipitations en janvier et 8 jours en juillet. Pour la période 1991-2020, la température moyenne annuelle observée sur la station météorologique la plus proche, située sur la commune de Saint-Léger-la-Montagne à 5,06 km à vol d'oiseau, est de 10,4 °C et le cumul annuel moyen de précipitations est de 1 371,7 mm,. Pour l'avenir, les paramètres climatiques de la commune estimés pour 2050 selon différents scénarios d’émission de gaz à effet de serre sont consultables sur un site dédié publié par Météo-France en novembre 2022.

### Flore
Outre les arbres, sur les versants, se développe la flore caractéristique des sols siliceux (fougère aigle, callune, genêt à balais, digitale, etc.), tandis que, dans le talweg, pousse toute une végétation typique des zones humides et tourbeuses (balsamine,  osmonde royale (fougère très rare), sibthorpia europaea (scrofulariacée rare et protégée en Limousin), etc.). Essai d’acclimatation de nombreuses variétés de rhododendrons.

### Faune
La faune habituelle forestière s’y retrouve et, plus particulièrement, les écureuils ; de très nombreux oiseaux y nichent, dont le rare et discret bec-croisé des sapins.

### Historique
L’Arboretum est issu d’une pépinière d’acclimatation de résineux et d’arbres forestiers et ornementaux, créée par Henri Gérardin et André Laurent, en 1884. Il est abandonné de 1904 à 1920 :
- De 1920 à 1930, les arbres ayant valeur commerciale sont exploités ;
- 1926, essai d’achat par l’État ;
- 1931, achat par une association de dendrologues, pour éviter la disparition de cette rare collection de résineux ;
- 1932, violente tempête ;
- 1938, achat par l’École forestière de Nancy ;
- 1938- 1944, remise en état : clôtures, chemins, étang, murets, assainissement, abattage des haies et des arbres morts ou dépérissant, plantations d’espèces rares ;
- 1945- 1955, éclaircissements des bouquets d’espèces surreprésentées ou élimination des variétés sans intérêt. Reconstitution de placeaux d’essences résineuses pour reboisement ;
- 1955, violent orage le 3 juin ;
- 1956- 1962, entretien des jeunes boisements et des placeaux plus anciens. Tests et essais de croissance des variétés les plus représentatives ;
- 1963, la station de recherches forestières sélectionne 22 arbres (2 sapins de Céphalonie, 13 sapins de Vancouver, 4 sapins de Norman, 3 pins Douglas Vert), afin de prélever des greffons pour constituer un verger à graines ;

Par ailleurs, des grimpeurs récoltent les cônes sur des sapins de Vancouver, tsugas hétérophylles, pins Douglas, faux cyprès de Lawson, etc., pour en extraire les graines ;
- 1966, le service régional d’aménagement forestier du Limousin prend en charge la gestion de l’Arboretum ;
- 1967, l’E.N.G.R.E.F. devient la nouvelle propriétaire et en assure la gestion. Les visites guidées débutent ;
- 1970, nouveau plan de valorisation et de gestion ;
- 1972, violente tempête le 13 février (112 km/h) ;
- 1982, violente tempête le 7 novembre (119 km/h) ;
- 1988, l’E.N.G.R.E.F. cède l’Arboretum à l’État.

L’Office national des forêts en assure la gestion, il prend officiellement le nom d’ « Arboretum de La Jonchère » et devient libre d’accès au public :
- 1990, nouveau plan de gestion et de valorisation, mise en place du « Sentier de Découverte » ;
- 1999, 27 décembre, lors de la tempête de 1999, des vents de près de 140 km/h y commettent d’irréparables dégâts ;
- 2000,  le ministre de l’agriculture et de la forêt, Jean Glavany, constate de visu les dégâts de la tempête sur l’Arboretum et présente les mesures gouvernementales aux instances forestières limousines, à la salle des fêtes de La Jonchère ; la fondation L'Oréal et d’autres mécènes permettent sa réhabilitation et la plantation de nouvelles espèces ;
- 2002, violent orage le 15 août ;
- 2007, le 23 janvier, d’importantes chutes de neige ont pour conséquences des arbres brisés ou arrachés, plusieurs jours sans dégel avec des minima de moins 11°.  Le 29 août, un violent orage déracine des arbres et brise des branches.

Et pourtant, c’est un des quatre premiers arboretums de France. Diverses variétés, plantées dès l’origine, disparaissent de l’Arboretum, aussi bien à cause de gel important, de tempêtes, que de coupe abusive. Avec les agrandissements successifs, sa surface est passée de 6,61 ha à 22 ha.

### Quelques records des géants de l’Arboretum
- Sapin de Vancouver, planté en 1930, près de 45 m de hauteur, volume 20 m3 ;
- Tsuga hétérophylle, planté en 1890,  près de 52 m de hauteur ;
- Pin douglas vert, planté en |1910, près de 55 m de hauteur, volume 12 m3, parmi les plus hauts d’Europe ;
- Sapin pectiné, planté en 1910, près de 40 m de hauteur, volume 13 m3 ;
- Sapin noble, planté en 1900, près de 38 m de hauteur ;
- Sapin de Vancouver, planté en 1930, près de 42 m de hauteur ;
- Cryptomeria, planté en 1885, près de 40 m de hauteur ;
- Thuya géant, planté en 1885, près de 48 m de hauteur, circonférence de 5,10 m à 1 m de haut, volume de 35 m3 ;
- Sequoia sempervirens, planté en 1885, près de 63 m de hauteur, volume 22 m3 ;
- Séquoia géant,  planté à l’Arboretum en 1885, arraché en 1887 et mis en pot pour être présenté à l’Exposition universelle de Saint-Pétersbourg (Russie), est replanté dès son retour. Il dépasse les 57 m de hauteur, a un volume de plus de 52 m3 et une circonférence de 6,85 m à 1 m de haut, pour un diamètre de 2,18 m ;
- L’emblématique hêtre tortillard, symbolique de l’Arboretum, greffons provenant des  « faux de Verzy », greffés sur un hêtre à 2 m de hauteur. Remarquable par sa forme en ombrelle rejoignant le sol et ses branches tordues aux nombreuses anastomoses.

### Personnalités liées à la commune
- Martial de Savignac (1758-1796) est le curé de Vaiges, né à La Jonchère ; favorable aux chouans de la Mayenne, il a été fusillé.